# Byron Haskin
Byron Conrad Haskin (22 de abril de 1899-16 de abril de 1984) fue un cinefotógrafo (artista de efectos especiales) y director estadounidense de películas y telefilmes.

## Vida y obras
Nació en Portland, Oregón, y murió en Montecito, California, justo antes de su 85.º aniversario.
Aún se le recuerda hoy en día por haber dirigido en 1953 La guerra de los mundos, una de las muchas películas que hizo con el productor George Pal. En sus inicios fue un artista de efectos especiales, todavía en activo cuando dirigió la película de hormigas asesinas Cuando ruge la marabunta (1954) y también la película de ciencia ficción Robinson Crusoe en Marte (1964). Haskin también trabajó como cinematógrafo y productor.
Su carrera en televisión incluye la dirección de no más de seis episodios de la serie original titulada Más allá del límite, incluidos dos episodios muy famosos: The Architects of Fear y Demon with a Glass Hand.

## Filmografía (listas no exhaustivas)

### Como director
- Matinee Ladies (1927)
- Action in the North Atlantic (1943)
- I Walk Alone (1948)
- Too Late for Tears (1949)
- La isla del tesoro (Treasure Island ) (1950)
- Silver City (1951)
- Denver and Rio Grande (1952)
- La guerra de los mundos (The War of the Worlds) (1953)
- Long John Silver (1954)
- Su majestad de los mares del Sur (His Majesty O'Keefe) (1954)
- Cuando ruge la marabunta (The Naked Jungle) (1954)
- Conquest of Space (1955)
- The First Texan (1956)
- The Boss (1956)
- From the Earth to the Moon (1958)
- Captain Sindbad (1963)
- Robinson Crusoe en Marte (Robinson Crusoe on Mars) (1964)
- The Power (1968)

### Como técnico de efectos especiales
- A Midsummer Night's Dream (1935)
- Dodge City (1939)
- The Private Lives of Elizabeth and Essex (1939)
- The Roaring Twenties (1939)
- The Sea Hawk (1940)
- They Drive by Night (1940)
- Knute Rockne, All American (1940)
- Santa Fe Trail (1940)
- High Sierra (1941)
- The Sea Wolf (1941)
- The Bride Came C.O.D. (1941)
- Captains of the Clouds (1942)
- Across the Pacific (1942)
- Passage to Marseille (1944)
- Arsenic and Old Lace (1944)

### Como fotógrafo
- The Sea Beast (1926)

## Premios y distinciones
Premios Óscar
| Año  | Categoría                  | Película          | Resultado |
| ---- | -------------------------- | ----------------- | --------- |
| 1942 | Mejores efectos especiales | El lobo de mar    | Nominado  |
| 1943 | Mejores efectos especiales | Desperate Journey | Nominado  |